# موله‌هولتس
موله‌هولتس (به لاتین: Mühleholz) یک روستا در لیختن‌اشتاین است که در شان واقع شده‌است.

## خصوصیات
موله‌هولتس ۴۵۰ متر بالاتر از سطح دریا واقع شده‌است.